# Euconchoecia elongata
Euconchoecia elongata är en kräftdjursart som beskrevs av G. W. Müller 1906. Euconchoecia elongata ingår i släktet Euconchoecia och familjen Halocyprididae. Inga underarter finns listade i Catalogue of Life.